# Raúl García Lozano
Raúl García Lozano (Oviedo, 11 de setembre de 1980) és un futbolista asturià, que ocupa la posició de defensa.

## Trajectòria
Format al planter del Reial Oviedo, debuta amb el primer equip jugant nou partits de la temporada 00/01, la campanya en la qual els asturians baixen a Segona Divisió. Alternant filial i absolut, es consolidaria al primer equip la temporada 02/03, amb 28 partits i tres gols.
El descens administratiu de l'Oviedo el 2003 va fer que el defensa marxara al CD Toledo, de la Segona B, categoria en la qual prosseguirà la seua carrera. Després del conjunt manxec passa per la UD Lanzarote (04/07), CD Logroñés (07/08), de nou Lanzarote (08/09), SD Ciudad de Santiago (2009) i CD Mirandés (09/...).